# Passiflora trinervia
Passiflora trinervia es una especie de planta fanerógama de la familia Passifloraceae del subgénero Decaloba (Psilanthus sensu Killip, 1938).

## Descripción
Tiene un tallo macizo, angulado, grisáceo tomentoso; estípulas setáceas, hasta 1 cm de largo, pecíolos de hasta 1,5 cm de largo, sin glándulas, las hojas oblongas, de 6-10 cm de largo, 3.5 a 5 cm de ancho, 3-lobuladas en el ápice (deltoidea lóbulo medio, agudo, mucho más grande, los lóbulos laterales obtusos o acutish, a menudo casi obsoletos), redondeadas o subcordadas en la base, 3 - nervados, reticuladas de pasta, glabrescentes o pilosulous anterior, densamente pardo-tomentosas por debajo; pedúnculos delgados, de hasta 1 dm de largo, colgantes; brácteas setáceas, 1 cm de largo , tener un poco debajo de la mitad del pedúnculo, cáliz cilíndrico, de hasta 12 cm × 1 cm (en la garganta), dilatado por encima de la base, de pronto se redujo a pedúnculo, de color de rosa sin, amarillo-verde proximal, distal de color crema en el interior, glabras ; sépalos oblongo-lanceoladas, de 3 cm de largo, 6 mm de ancho, de color rosa, ligeramente bandas de color blanco por dentro; linearoblong pétalos, de 1,5 cm x 3 mm, en el fondo rosa; filamentosa corona, de 35 a 40 filamentos, de 2 a 3 mm de largo, de color crema; opérculo tener unos 3 cm por encima de la base del tubo, reducido a cerca de 12 temas del débil, de color rosa de 4 mm de largo; no limen; anteras negro violáceo, verde en el centro; ovario estrechamente ovoide, densamente ferrugíneo-hirsuto; fruto ovoide, de 3,5 a 4 cm de largo, 2 cm de diámetro, densamente ferruginoushirsute; semillas obovadas o obcordate, de 4 a 6 mm × 2.5 a 3 mm, transversalmente sulcados con 8 o 9 crestas ruguloso.

## Distribución
Especie distribuida en la cordillera central de Colombia en los departamentos de Caldas, Quindío, Tolima y Valle del Cauca, entre los 2.500 y 3.500 m s. n. m.; endémica de Colombia.

## Taxonomía
Passiflora trinervia fue descrita por (Juss.) Poir. y publicado en Encyclopédie Méthodique. Botanique ... Supplément 2: 843. 1811.
Etimología
Ver: Passiflora
trinervia: epíteto latino que significa "con tres nervios"
Sinonimia
- Tacsonia trinervia Juss.[4]